# Gila Antara

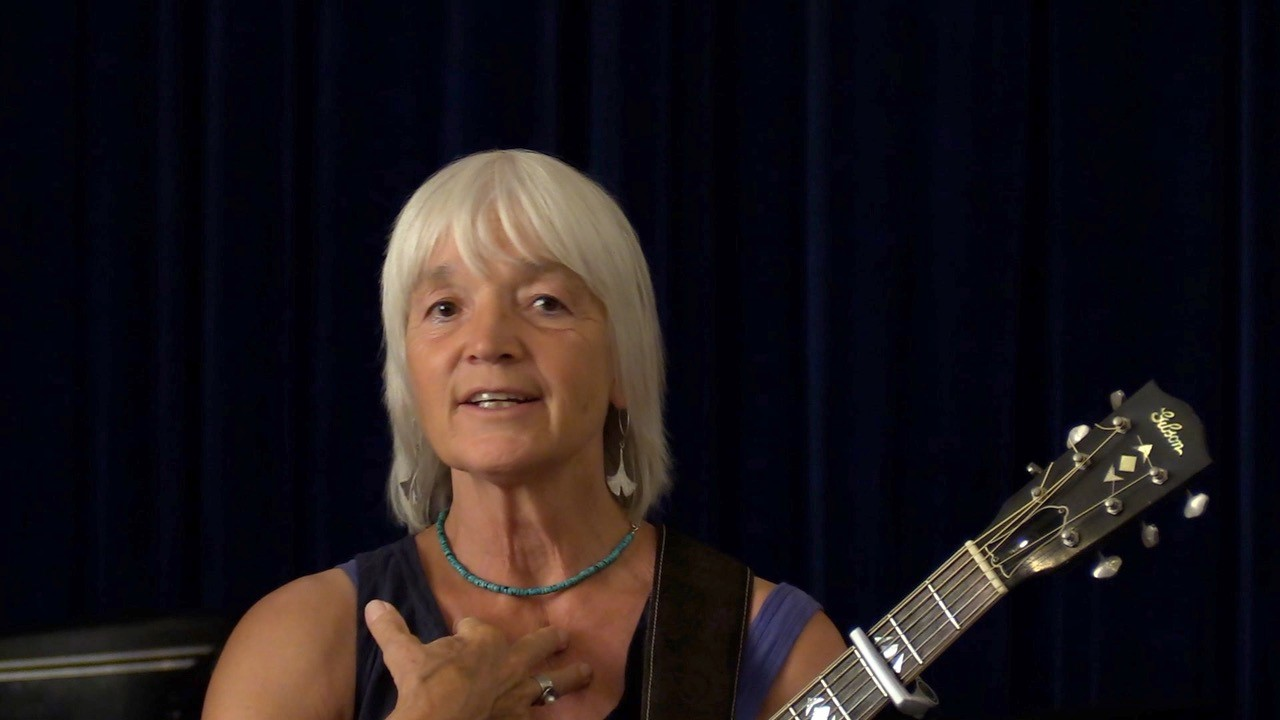
Gila Antara

Gila Antara (* 1952 in Hamburg; eigentlich Gila Müller-Steger) ist eine deutsche Liedermacherin. 

## Leben
Gila Antara ist gebürtige Hamburgerin und arbeitete zunächst als Lehrerin für Sport und Englisch. In den 1990ern gab sie ihren Beruf zugunsten ihrer Liedermacherkarriere auf. Sie zog auf die Isle of Wight. Sie versteht sich als spirituelle Künstlerin und veröffentlichte eine Reihe von Musik- und Videoalben, überwiegend im Eigenvertrieb oder über esoterische Musikvertriebe. Daneben leitet sie den beVoice-Chor, in dem sich seit über 20 Jahren Menschen aus allen Teilen Deutschlands zusammenfinden um miteinander zu singen, „zu wachsen und zu heilen“. 2019 ist beVoice erstmalig mit dem Konzert „Messe für die Erde“ aufgetreten.
Neben ihren Konzerten bietet sie auch Selbstfindungs-Seminare an.
2021 erreichte ihr erstmals 1994 veröffentlichtes Album Das Kind in dir Platz 90 der deutschen Charts.

## Werke
- Liederbuch 1. Eigenverlag 2017
- Liederbuch 2. Eigenverlag 2017
- Liederbuch 3. Eigenverlag 2017
- Pilger*innen einer neuen Zeit. Eigenverlag 2021
- Liederbuch 4. Eigenverlag 2022

## Diskografie

### Alben
- 1993: Fly Like an Eagle (Pan-Tao-Musikverlag)
- 1995: Das Kind in dir (Pan-Tao-Musikverlag)
- 1997: Starchild (Pan-Tao-Musikverlag)
- 1998: Moondance (Pan-Tao-Musikverlag)
- 2001: Rise (Panthera Music)
- 2003: Die neue Old Mother (Songrise Music)
- 2004: Richte dich auf (Songrise Music)
- 2005: Erde meiner Mutter (Panthera Music)
- 2008: Ruf meiner Seele (Panthera Music)
- 2009: Ich bin eine Frau (als MaMaGUMa, Panthera Music)
- 2009: Sonnengesang (Songrise Music)
- 2010: Mein Lied (mit Chorprojekt, Songrise Music)
- 2011: Frau im Wind (Songrise Music)
- 2012: 60 Jahre Gila Antara Live in Concert (Songrise Music)
- 2014: No Rush (Songrise Music)
- 2014: Kind der Liebe (Songrise Music)
- 2015: In dieser Zeit (Songrise Music)
- 2016: Going with the Wind (Songrise Music)
- 2021: Pilger*innen einer neuen Zeit (Songrise Music)

### Videoalben
- 2020: Gila Antara und Chor beVoice. Live Mitschnitt vom 14. März 2020 in Hamburg (Songrise Music)

### Weitere Veröffentlichungen
- 1999: Gila Antara & Amei Helm – Healing Journey (Labyrinth Verlag)
- 1999: Sabina Pilguj & Gila Antara – Ganz entspannt im Traumland. Entspannungsgeschichten für Kinder
- 2000: Amei Helm – Beautiful Planet, Schöne Erde (Buch mit Musik-CD von Amei Helm, Monika Wunram & Gila Antara, Labyrinth Verlag)
- 2002: Amei Helm – Möge Heilung geschehen (Buch mit Musik-CD von Amei Helm, Monika Wunram & Gila Antara, Labyrinth Verlag)
- 2007: Klemens Konermann mit Gila Antara: Auf dem Weg (Songrise Music)